# Heinrich Hagen (Leichtathlet)
Heinrich Hagen (* 7. Dezember 1935 in Rostock) ist ein ehemaliger deutscher Marathonläufer, der für die DDR startete.

## Karriere
Heinrich Hagen gewann bei den DDR-Meisterschaften 1963 Gold im Marathonlauf und Silber über 25 Kilometer. Bei den Olympischen Spielen 1964 in Tokio belegte er Rang 24 im Marathonlauf. 1966 gewann Hagen im Marathonlauf Silber bei den DDR-Meisterschaften in Jena und belegte den 21. Platz bei den Europameisterschaften in Budapest.